# Willie Ruff
Willie Henry Ruff jr. (Sheffield (Alabama), 1 september 1931 – Killen (Alabama), 24 december 2023) was een Amerikaanse jazzmuzikant (hoorn, contrabas) en componist.

## Biografie
Ruff leerde tijdens zijn militaire diensttijd in de Lockbourne Air Force Base bei Columbus (Ohio) hoorn spelen, rondde in 1954 af aan de Yale University, waar hij o.a. studeerde bij Paul Hindesmith en speelde bij Benny Goodman tijdens zijn studie. In 1955 werkte hij bij Lionel Hampton, formeerde hij uiteindelijk het Mitchell-Ruff Duo met de pianist Dwike Mitchell en behoorde hij tot de oprichters van het W.C. Handy Music Festival. Het bas-pianoduo Mitchell/Ruff ging op wereldwijde tournees en behoorde tot de eerste formaties van de modernjazz uit de Verenigde Staten, die in Moskou speelden tijdens een concert aan het Tsjajkovsky-conservatorium. Naast opnamen onder eigen naam in duo/trio met Mitchel werkte hij in 1957 als hoornist mee bij Gil Evans’ debuutalbum Gil Evans and Ten en de Evans/Miles Davis-producties Miles Ahead (1957) en Porgy and Bess (1958).
Begin jaren 1960 voegde de drummer Charlie Smith zich bij Mitchell en Ruff, later vervangen door Helcio Milito. De formatie speelde in 1966 in het New Yorkse Hickory House en begeleidde de Amerikaanse president Lyndon B. Johnson tijdens zijn reis naar Mexico. Ruff Werkte tijdens de jaren 1960 en begin jaren 1970 bovendien als hoornist mee bij opnamen van Milt Jackson (Big Bags, 1962), Beaver Harris (360° Experience - A Well-Kept Secret, 1980), Bobby Hutcherson (Head On, 1971), het Jazz Composer's Orchestra (1964), Quincy Jones/Roland Kirk, Blue Mitchell (Smooth as the Wind, 1961), Jimmy Smith, Sonny Stitt (Top Brass, 1962), Lucky Thompson (Lucky Meets Tommy, 1965) en McCoy Tyner (1973). Hij was bovendien als bassist betrokken bij het album Other Voices (1971) van The Doors bij de song Ships / Sails.
Sinds 1971 behoorde Ruff tot de faculteit van de Yale School of Music, waar hij muziekgeschiedenis, muzieketnologie en arrangement doceerde en in 1972 het Duke Ellington Fellowship Program opbouwde. In 1976/1977 had hij een gastleerstoel aan de Duke University, waar hij het jazzprogramma coördineerde en het Duke Jazz Ensemble leidde.
Naast zijn leerwerkzaamheden nam hij in 1970/1971 op met Dwight Michell en Dizzy Gillespie. In 1979 toerde hij met Mitchell in China. In 1981 werd zijn compositie Harmonices Mundi opgenomen, die betrekking had op de wiskundige en muziektheoreticus Johannes Kepler. In 1983 trad hij op als solist in de Venetiaanse Basilica di San Marco. In 1994 werd hij opgenomen in de Alabama Jazz Hall of Fame.
In 1992 publiceerde Ruff bij Viking Press zijn biografie onder de titel A Call to Assembly, die werden onderscheiden met de Deems Taylor ASCAP Award.
Ruff overleed op 92-jarige leeftijd op 24 december 2023.

## Discografie
- 1958: The Mitchell-Ruff Duo Plus Strings And Brass (Roulette Records) met Julius Baker, (hobo), Milt Hinton, Elvin Jones
- 1961: The Catbird Seat (Atlantic Records) Dwike Mitchell, Willie Ruff, Charlie Smith
- 1965: After This Message (Atlantic Records) met Dwike Mitchell, Willie Ruff, Helcio Milito
- 1968: The Smooth Side of Ruff (Columbia Records)
- ????: Strayhorn: A Mitchell-Ruff Interpretation (Kepler)
- 1971: Dizzy Gillespie & The Mitchell-Ruff Duo, Vol. 1 (Black-Hawk/Kepler)
- ????: Breaking the Silence - The Mitchell-Ruff Duo (Kepler)
- ????: Virtuoso Elegance in Jazz - The Mitchell Ruff Duo (Kepler)